# Сенгилеј
Сенгилеј (рус. Сенгилей) град је у Русији у Уљановској области.

## Становништво
| 1939.  | 1959.  | 1970. | 1979.  | 1989.  | 2002. | 2010. |
| ------ | ------ | ----- | ------ | ------ | ----- | ----- |
| 10,294 | 10.677 | 9.807 | 10.817 | 10.366 | 8.396 | 6.858 |